# Limbile Macedoniei de Nord

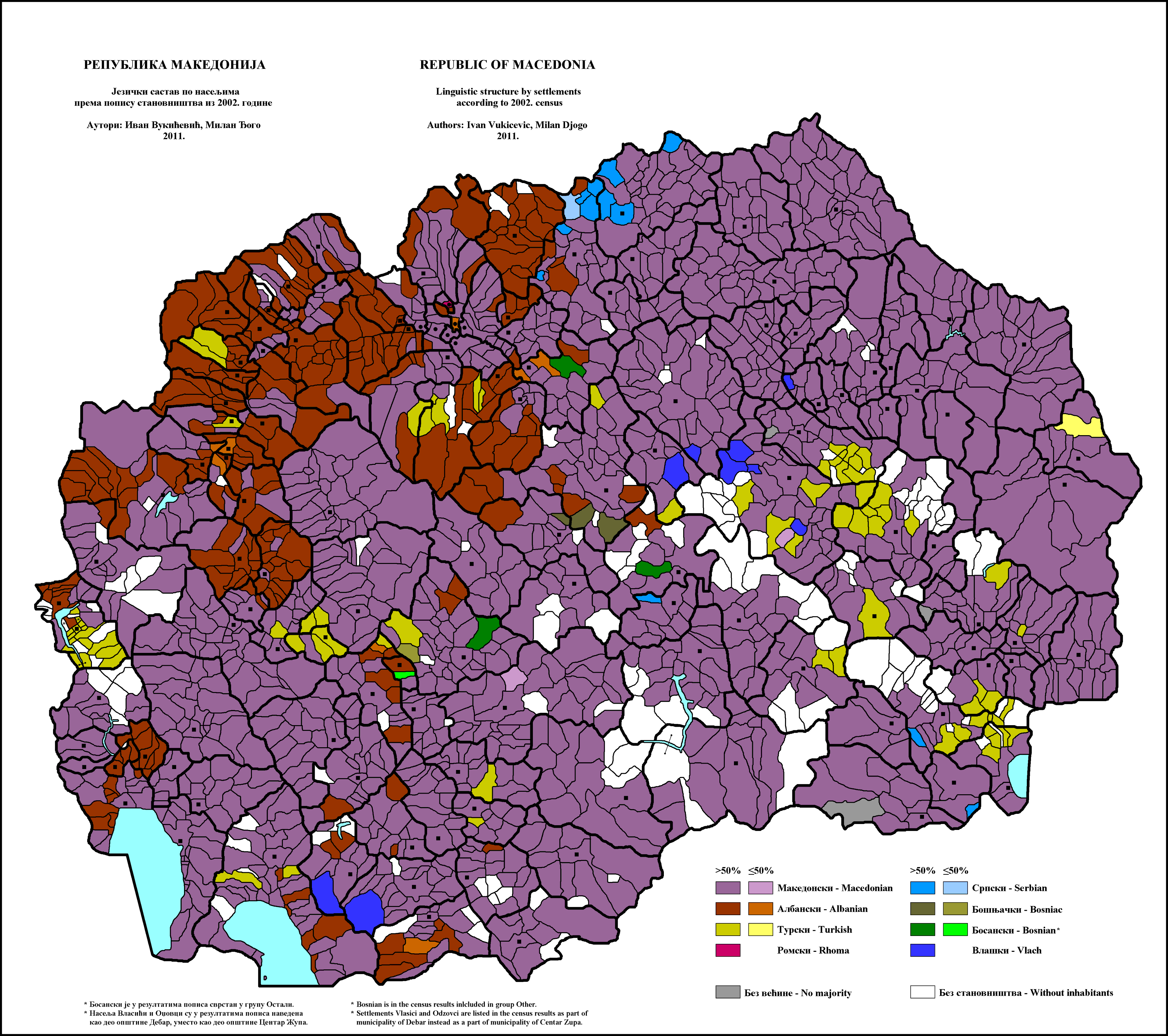
Hartă lingvistică a Macedoniei de Nord, recensământul din 2002.

Limbile Macedoniei de Nord corespund diverselor grupuri etnice. Limbile oficiale ale Macedoniei de Nord sunt macedoneana și albaneza, prima având statut exclusivist în instituții precum armată, relații externe. Statul macedonean recunoaște oficial cinci limbi ale minorităților naționale: turca, romani, sârba, bosniaca și aromână (numită în macedoneană Влашки, transliterat: Vlașki). Până în 2019 limba albaneză era considerată tot o limbă minoritară, după care a devenit limbă co-oficială cu macedoneana.

## Statistici
Conform recensământului din 2002, Macedonia de Nord avea o populație de 2.022.547 cetățeni. 1.344.815 de macedoneni au declarat că vorbesc macedoneana, 507.989 că vorbesc albaneza, 71.757 că vorbesc turca, 38.528 că vorbesc romani, 6.884 că vorbesc aromâna, 24.773 că vorbesc sârba, 8.560 că vorbesc bosniaca și 19.241 că vorbesc alte limbi.
Unele limbi minoritare sunt cooficiale, împreună cu macedoneana, la nivel local în comunele (opštini) în care sunt vorbite de cel puțin 20% din populație. Astfel, albaneza este cooficială în Tetovo, Brvenica, Vrapčište și alte comune. Turca este cooficială în Centar Župa și Plasnica. Romani în Šuto Orizari și aromâna în Crușova, deși este vorbită de doar ~10% din populație. Sârba este cooficială în Čučer-Sandevo. Bosniaca este singura limbă minoritară recunoscută care nu este oficială la nivel local în nicio comună.

## Politica lingvistică
Politica lingvistică a Macedoniei de Nord este reglementată prin Articolul 7 al Constituției Republicii Macedonia de Nord și de Legea Limbilor. Conform Constituției:

## Limbile oficiale

### Macedoneana
Macedoneana (makedonski jazik) este o limbă slavă de sud, vorbită ca limbă maternă de circa 1,4-2,5 milioane de oameni, în principal în Macedonia de Nord, dar și de diaspora macedoneană. Este limbă oficială în Macedonia de Nord și limbă minoritară recunoscută în unele părți din Albania, România și Serbia.
Macedoneana standard⁠(en)[traduceți] a fost implementată ca limbă oficială a Republicii Socialiste Macedonia în 1945 

prin politica statului iugoslav de a crea o conștiință națională diferită băștinașilor bulgari la acea vreme. De atunci a început să dezvolte o tradiție literară. Mare parte din normele acestei limbi au fost elaborate în aceeași perioadă.

### Albaneza
Albaneza (gjuha shqipe) este o limbă indo-europeană vorbită de circa 7,3 milioane de oameni din toată lumea, în special în Albania și Kosovo, dar și în alte zone ale Peninsulei Balcanice unde există populație albaneză, inclusiv în vestul Macedonia de Nord, în sudul Muntenegrului, sudul Serbiei și în Grecia. Albaneza este vorbită și în comunități vechi de secole  împrăștiate prin sudul Greciei, sudul Italiei,Sicilia, Ucraina și de diaspora albaneză. În Macedonia de Nord, albaneza se vorbește în nord-vestul și sud-vestul țării.

## Limbi minoritare
În Macedonia de Nord cinci limbi sunt recunoscute oficial ca limbi minoritare. În comunele unde o limbă minoritară este vorbită de cel puțin 20% din populație, acea limbă are statut co-oficial alături de macedoneană. Patru din cele cinci limbi minoritare recunoscute sunt co-oficiale în unele comune, singura care nu are acest statut nicăieri fiind bosniaca.

### Turca
Turca (Türkçe) este cea mai vorbită dintre limbile turcice, cu peste 70 de milioane  de vorbitori nativi. Ei se află predominant în Turcia, cu grupuri mai mici prezente în Germania, Bulgaria, Macedonia de Nord, Ciprul de Nord, Grecia, și ale părți din Europa de Est, Caucaz și Asia Centrală. Mici comunități vorbitoare de turcă se găsesc în unele locuri din Macedonia de Nord, cum ar fi Vrapčište, Skopje, Gostivar etc.

### Romani
Romani (romani ćhib) este una din limbile romilor, și aparține ramurii indo-ariene a familiei de limbi indo-europene. Există multe dialecte divergente de romani, uneori considerate a fi limbi separate. Cele mai mari sunt vlax romani⁠(en)[traduceți] (circa 900.000 de vorbitori), romani balcanică (700.000), romani carpatică⁠(en)[traduceți] (500.000) și romani sinti⁠(en)[traduceți] (300,000). În Macedonia de Nord, se vorbește romani balcanică. Šuto Orizari este cea mai mare așezare vorbitoare de romani.

### Sârba
Sârba (српски, srpski) este un registru stadardizat al limbii sârbo-croate vorbită de sârbi, în special în Serbia, Bosnia și Herțegovina, Muntenegru, Croația și Macedonia de Nord. Este oficială în Serbia și una din limbile oficiale ale Bosniei și Herțegovinei, și este principala limbă vorbită de sârbi. Sârba se vorbește în Macedonia de Nord mai ales în comunele Čučer Sandevo⁠(en)[traduceți] (~20% din populație) și Staro Nagoričane⁠(en)[traduceți] (19%).

### Bosniaca
Bosniaca (bosanski, босански) este un registru standardizat al limbii sârbo-croate, o limbă slavă de sud, vorbită de bosniaci. Ca formă standardizată a dialectului štokavian⁠(en)[traduceți], este una din cele trei limbi oficiale din Bosnia și Herțegovina. Majoritatea vorbitorilor de bosniacă din Macedonia de Nord trăiesc în Skopje și în comuna Veles.

### Aromâna
Aromâna  (limba armãneascã) sau vlaha este o limbă romanică de est vorbită în Europa de Sud-Est.  Unii lingviști consideră aromâna ca fiind dialect al limbi române. Vorbitorii ei sunt numiți aromâni sau vlahi (exonim care denumește comunitățile balcanice de aromâni, megleno-români și români). Ea are multe trăsături în comun cu româna modernă, având morfologie și sintaxă similare, precum și un important vocabular comun moștenit de la limba latină. Principala diferență între română și aromână este stratul: în timp ce româna a fost influențată mai mult de limbile slave, aromâna a fost influențată mai mult de limba greacă, cu care a fost în contact strâns de-a lungul istoriei. Cea mai mare comunitate vorbitoare de aromână din Macedonia de Nord se găsește în orașul Crușova (~10% din populație). În Macedonia de Nord, limba este oficial denumită „vlahă” (влашки јазик, vlaški jazik).
Fiind limbă minoritară, limba aromână beneficiază de spațiu de emisie pe postul național MRT 4. De asemenea, pe pancartele unor autorități de stat este scrisă și denumirea lor în aromănă, ca de exemplu Comisiea Electoralã Di Stat pentru Comisia Electorală de Stat.

## Limbajul semnelor
Limbajul semnelor macedonean (în macedoneană македонски знаковен јазик, transliterat: makedonski znakoven jazik sau македонски гестовен јазик / makedonski gestoven jazik) este un limbaj al semnelor folosit de comunitatea cu deficiențe de auz din Macedonia de Nord. Ca și alte limbaje ale semnelor, cel macedonean se bazează tot pe gesturi și mișcări ale corpului, în special cu mâinile. Numărul exact de utilizatori ai limbajului semnelor din țară nu este cunoscut, dar 6.000 de persoane au cerut difuzarea știrilor la televiziunea macedoneană în limbajul semnelor. Învățarea și utilizarea acestui limbaj, precum și drepturile comunității cu deficiențe de auz din Macedonia de Nord sunt reglementate prin lege națională.

## Limbi străine
Multe persoane vorbesc o limbă străină. Majoritatea populației mai în vârstă cunoaște sârbo-croata și franceza sau germana. Rusa este și ea răspândită. În rândul populației mai tinere, engleza este extrem de comună, alături de sârbo-croată și puțină germană.